# Glädje

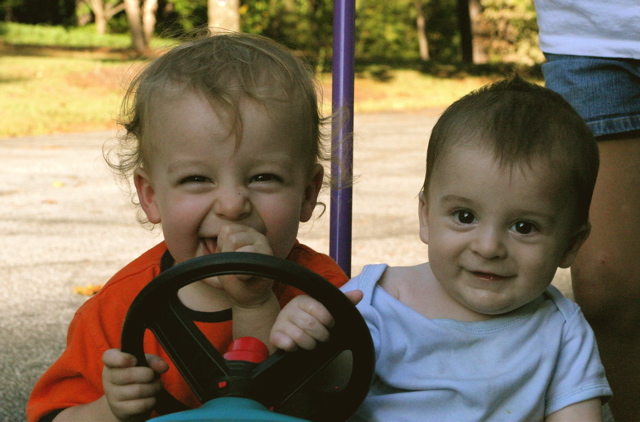
Två barn som uttrycker glädje.

Glädje är ett känslotillstånd av tillfredsställdhet. När man är glad är man lycklig eller road, det är en positiv känsla. Människor uttrycker ofta glädje genom att le.
Enligt svenska glädjeforskare är givandet till ens omgivning en stark anledning till glädje.
Motsatser till glädje kan vara sorg och vrede.